# Aunay-sur-Odon

Aunay-sur-Odon este o comună în departamentul Calvados, Franța. În 2009 avea o populație de 3076 de locuitori.